# Tesseropora pacifica
Tesseropora pacifica är en kräftdjursart som först beskrevs av Henry Augustus Pilsbry 1928.  Tesseropora pacifica ingår i släktet Tesseropora och familjen Tetraclitidae. Inga underarter finns listade i Catalogue of Life.